# كريستوفر كاري
كريستوفر كاري (3 أبريل 1973 في المملكة المتحدة - ) (بالإنجليزية: Christopher Carey)‏ هو لاعب كريكت بريطاني. لعب مع Norfolk County Cricket Club ‏.

## وصلات خارجية
- كريستوفر كاري على موقع إي آس بي آن كريك إنفو (الإنجليزية)